# 姜潤石
姜 潤石（カン・ユンソク、朝鮮語: 강윤석）は、朝鮮民主主義人民共和国の政治家。朝鮮労働党中央委員会委員、最高人民会議常任委員会副委員長、最高人民会議法制委員会委員。中央裁判所所長、最高人民会議常任委員会部長などを歴任。

## 経歴
出生地や生年月日は不明。2016年6月まで最高人民会議常任委員会部長を務めた。2016年5月6日に開催された朝鮮労働党第7次大会で朝鮮労働党中央委員会委員候補に選出され、同年6月29日に開催された最高人民会議第13期第4回会議で、最高裁判所から中央裁判所に改称されたのと同時に、中央裁判所所長、法制委員会委員に選出された。2017年12月5日にはロシアのアレクサンドル・コノヴァロフ法相と「自由剥奪刑判決受刑者引き渡しに関する条約」の調印式に参加した。2019年4月10日に開催された党中央委員会第7期第4回総会で、党中央委員会委員に昇格した。同年7月16日に中国を訪問し、郭声琨中国共産党中央政治局委員と会談した。
2021年1月5日から開催された朝鮮労働党第8次大会では大会執行部に選ばれ、党中央委員会委員に再選された。同年9月29日に開催された最高人民会議第14期第5回会議にて、最高人民会議常任委員会副委員長に補欠選挙されたが、中央裁判所所長を解任された。

## 参考サイト
북한정보포털
| 先代朴明哲 | 中央裁判所所長2016年 - | 次代車明南 |